# Абстрактная Википедия
Абстрактная Википедия (англ. Abstract Wikipedia) — проект Фонда Викимедиа, целью которого является создание независимой от языка версии Википедии с использованием структурированных данных из Викиданных. Проект был задуман Денни Врандечичем, основателем Викиданных, изложен в исследовательской работе Google в апреле 2020 года, официально предложен в мае 2020 года (как Wikilambda) и одобрен Советом попечителей Фонда Викимедиа в июле 2020 года. Название проекта считается предварительным.

## Структура

### Технические компоненты
Проект «Абстрактная Википедия» состоит из трех основных компонентов:
1. Конструкторы, которые позволяют использовать абстрактные утверждения. Команда Abstract Wikipedia предпочитает, чтобы они размещались в Викифункциях.
2. Контент, который генерируется путём вызовов абстрактных вызовов конструкторов со значениями для каждого слота. Они предпочтительно размещаются в Викиданных.
3. Генераторы (англ. renderers) (по одному на каждый язык), которые преобразуют абстрактный контент в текст на выбранном языке. Как и конструкторы, предпочтительно, чтобы они размещались в Викифункциях.

Каждая версия Википедии после развертывания Абстрактной Википедии может выбирать между тремя вариантами:
1. Неявная интеграция с Абстрактной Википедией. У каждой статьи специальная страница под названием Special:Abstract, на которой будет отображаться контент, автоматически переведенный из Абстрактной Википедии на язык данной Википедии. Этот контент будет доступен для ссылок и поиска. Кроме того, будет добавлено новое «магическое» ключевое слово LINK_TO_Q, позволяющее ссылаться на контент Абстрактной Википедии.
2. Явная интеграция с Абстрактной Википедией. В этом сценарии, чтобы создать новую статью, редактор должен добавить ссылку в Викиданных на ещё не существующую страницу. Это создаст «виртуальную статью» в основном пространстве, которая будет предварительно заполнена контентом из Абстрактной Википедии, автоматически переведенным на местный язык. Эта «виртуальная статья» будет иметь URL-адрес, аналогичный URL-адресу реальной статьи, а также будет доступна для ссылок и поиска, как и настоящая статья.
3. Никакой интеграции с Абстрактной Википедией.

### Пример
В качестве предварительного примера код из Абстрактной Википедии может выглядеть так:
```
Article(
  content: [
    Instantiation(
      instance: 
San Francisco (Q62)
,
      class: Object_with_modifier_and_of(
        object: center,
        modifier: And_modifier(
          conjuncts: [cultural, commercial, financial]
        ),
        of: 
Northern California (Q1066807)

      )
    ),
    Ranking(
      subject: 
San Francisco (Q62)
,
      rank: 4,
      object: 
city (Q515)
,
      by: 
number of individuals (Q1613416)
,
      local_constraint: 
California (Q99)
,
      after: 
[
Los Angeles (Q65)
, 
San Diego (Q16552)
, 
San Jose (Q16553)
]

    )
  ]
)
```

На английский это будет автоматически переводиться как «San Francisco is the cultural, commercial, and financial center of Northern California. It is the fourth-most populous city in California, after Los Angeles, San Diego and San Jose.»
В переводе на русский: «Сан-Франциско — культурный, коммерческий и финансовый центр Северной Калифорнии. Это четвёртый по численности населения город Калифорнии после Лос-Анджелеса, Сан-Диего и Сан-Хосе».